# Municipium
- Articolul se referă la un rang pe care îl putea avea un oraș din Roma Antică. Pentru orice alte sensuri, vedeți Municipiu (dezambiguizare).

Municipium (plural municipia) era al doilea rang pe care îl putea atinge un oraș roman, fiind inferior din acest punct de vedere unui oraș cu statut de colonia. Ceea ce deosebea un municipium de alte forme de guvernare de rang „inferior” era autoguvernarea, respectiv gradul mai ridicat de autonomie pe care acesta îl avea. Un municipium era guvernat de un consiliu de patru oficiali aleși anual. Întâiul municipium a fost orașul Tusculum. 
Municipiile romanilor erau de două feluri sau ordine. Cetățenii unui municipium de prim ordin aveau cetățenie romană deplină și drepturi (civitas optimo iure), printre care se număra și dreptul la vot. 
Un al doilea ordin de municipii îl constituia, de obicei, grupul fostele centre tribale importante. Spre deosebire de cele de prim ordin, locuitorii acestora nu erau cetățeni romani deplini (deși magistrații puteau deveni după pensionare), însă aveau datoriile unor cetățeni deplini, din punctul de vedere al taxelor plătite și al serviciului militar. Cel mai important drept care nu era conferit era absența dreptului de vot, care constituia dreptul suprem în Roma Antică și un indicator al drepturilor complete. 